# Pavilon pro Hospodářskou průmyslovou a uměleckou výstavu českého severovýchodu
Pavilon pro Hospodářskou, průmyslovou a uměleckou výstavu českého severovýchodu byla dřevěná pavilonová stavba, která byla určena pro Hospodářskou průmyslovou a uměleckou výstavu v Hořicích, jež se uskutečnila od 26. července až do 6. září 1903. Následně až do své demolice v roce 1935 stála u výletní restaurace Zděná bouda.

## Stavební popis
Štít byl ozdoben secesní malbou, při níž bylo užito národního ornamentu dle návrhu prof. Josefa Šímy z Jaroměře. Malbu štítů provedl J. Kryštof, dekorační malíř, a nápis v ornamentální obrubě Jan Štandera, malíř písma z Hradce Králové, práci tesařskou J. Joneš, mistr tesařský z Librantic a natěračskou Antonín Petr, natěrač z Hradce Králové. Výplňové mřížky ve dveřích hlavního vchodu provedl z kujného železa dle návrhu učitele školy zámečnické Jan Rabas, umělecký zámečník v Hradci Králové, od něhož byla i ostatní umělecká práce zámečnická na pavilonu. Nástavec nad hlavními dveřmi se znakem města Hradce Králové zhotovil František Čermák, sochař a štukatér v Hradci Králové.
Na svahu před pavilonem bylo postaveno kované mřížoví studně, vytvořené podle návrhu učitele Miloslava Oehma žáky III. ročníku zámečnické školy. Studně byla obklopena mříží z kujného železa určenou pro pomník Karla Jaromíra Erbena, jež byla provedena podle návrhu ředitele Ladislava Haněla rovněž žáky III. ročníku zámečnické školy.

## Historie
Pavilon byl postaven pro Hospodářskou, průmyslovou a uměleckou výstavu, jež byla zahájena 26. července 1903 v Hořicích. Samotnou jeho stavbu a obeslání oné výstavy obstaral zvláštní výstavní výbor – Komité pro obeslání výstavy hořické, který byl rozdělen na 4 odbory: stavební, finanční, instalační a redakční. 15. února 1903 byl V. Reichlem představen náčrtek a rozpočet pavilonu, který by zaujal plochu 264 m².
Na stavbu pavilonu přispěly obec, Záložna (500 K), Záložní úvěrní ústav, právováreční měšťanstvo, živnostenská společenstva a Kuratorium průmyslového muzea celkovým obnosem 7 000 K. Zbudován byl nákladem 6 500 K dle návrhu městského stavitele Josefa Melcra v plošné rozloze 280 m².
Počátkem roku 1904 byl pavilon na základě usnesení městské rady postaven v lesích u Zděné boudy a zřízena v něm lesní restaurace, která byla pronajata Josefu Hladíkovi, hostinskému v Živnostensko-čtenářské jednotě. V roce 1910 zavítali do pavilonu účastníci sjezdu České lesnické jednoty, který se uskutečnil v Hradci Králové. 4. července 1929 řádila v okolí pavilonu a vojenské střelnice větrná smršť tak, že obě budovy byly vyvrácenými kmeny značně poškozeny a těmito téměř přikryty. Majitel kolotoče, stojícího v osudné chvíli vedle pavilonu, zachránil svůj život a celé své rodiny jen odvážným útěkem v rozhodném okamžiku z lesa, neboť ve chvilce byl obytný vůz padajícími kmeny přeražen a kolotoč rozbit. Obyvatelé pavilonu přečkali hrůzu ve sklepě.
Roku 1933 byl dosavadnímu nájemci Františku Drašnarovi prodloužen nájem tohoto pavilonu do té doby, než jeho syn postaví nový lesní pavilon. V roce 1934 se město rozhodlo pavilon oferním řízením prodat, protože budova časem zchátrala a zároveň byla poškozena větrnou smrští v červenci 1929. Prodejem byla pověřena městská technická kancelář, přičemž pavilon měl být prodán tak, jak stál, se vším materiálem a podmínkou, že bude do třech týdnů od přiřknutí rozebrán a odvezen bez poškození lesní kultury. Nabyvatelem se stal Karel Novotný z Malšovy Lhoty. 26. února 1935 byl pavilon zbořen. Jeho číslo popisné bylo přeneseno na Zděnou boudu.